# 1034 Mozartia
1034 Mozartia là một tiểu hành tinh vành đai chính. Nó được phát hiện bởi Vladimir Aleksandrovich Albitzky ngày 7 tháng 9 năm 1924. Tên ban đầu của nó là 1924 SS. Nó được đặt theo tên Wolfgang Amadeus Mozart, nhà soạn nhạc người Áo nổi tiếng.